# Hamshinere
Hamshin (også kendt som Hemshin eller Khemsh; Համշինի på armensk; Hemşin på tyrkisk; Амшенцы på russisk) er en etnisk gruppe af armensk oprindelse, som bor i kystegnene langs Sortehavet i Tyrkiet, Rusland, Ukraine og Georgien. Nogle få lever i Armenien og nogle hamshin kan endnu findes i centralasiatiske republikker som Kasakhstan, Usbekistan og Kirgisistan, efter at de blev deporteret fra Georgien i 1944. De, der bor i Tyrkiet og Centralasien, er sunnimuslimer, mens hamshin i Rusland, Geogien og Armenien er medlemmer af den armenske kirke.

## Oprindelse
Ifølge Leontius præst søgte de armenske fyrster, Hamam og Shapuh Amatuni, tilflugt i det byzantinske rige sammen med 12.000 af deres folk, da de havde tabt deres land i Artaz til araberne i det 8. århundrede. De slog sig ned i bjergbyen Tambut, som senere fik navnet Hamamashen, der så blev til Hamshen (det armenske lokalnavn for byen) eller Hemşin (nutidens officielle, tyrkiske navn). Denne gruppe af armenere fortsatte deres liv i de pontiske bjerge, men da de i praksis var afskåret fra andre armenske befolkninger, udviklede de en speciel dialekt af armensk.
Hovedparten af disse armenere var kristne og tilhørte bispedømmet Kaçkar under den armenske kirke. I 1461 blev Hamshinområdet erobret af det osmanniske rige, og som følge deraf blev en stor del af armenerne nødt til at konvertere til Islam i løbet af det 16. århundrede. Dette gentog sig, men i større målestok, i det 18. århundrede. Alligevel beholdt hamshinfolket deres dialekt og kultur. De konverterede hamshin fik lov at blive boende og har været ladt i fred lige siden.
De fleste af dem, som ikke ville konvertere, måtte flygte. Mange drog til byerne langs sortehavskysten (Trabzon, Giresun, Ordu, Samsun osv.), mens andre grundlagde nye bebyggelser i det vestlige Tyrkiet (f.eks. Adapazarı og Bolu) og ved Ruslands kyst mod Sortehavet i løbet af det 19. og 20. århundrede.
På grund af begivenheder som det armenske folkedrab og den tyrkiske uafhængighedskrig emigrerede de fleste af de overlevende, kristne hamshin fra Tyrkiet til bebyggelser under russisk overhøjhed.

## Gruppering
Hamshinfolket er delt i tre hovedgrupper ifølge Bert Vaux, professor i lingvistik ved Wisconsin-Milwaukee universitet. Som det kan ses af deres navn, kommer hamshin oprindeligt fra området omkring byen Çamlıhemşin i Rizeprovinsen i det nordøstlige Tyrkiet. De var fra begyndelsen ét sammenhængende, kristent samfund, men blev efterhånden opsplittet i de tre nuværende hamshinsamfund: to muslimske (i Tyrkiet) og et kristent (i Rusland):
- Vestlige hamshin (Hemshinli) eller Baş Hemşin bor hovedsageligt i bjerglandsbyerne i Rizeprovinsen. De er sunnimuslimer og meget talrige i distrikterne Hemşin og Çamlıhemşin (ordret = "Fyrretræ-hamshin"). Mindre samfund findes i de langt mere vestlige regioner i Tyrkiet som f.eks. Istanbul, Sakarya, Düzce, Erzurum, Kocaeli og Zonguldak. Den vestlige gruppe taler en særlig dialekt af tyrkisk, som kaldes Hemşince, som er opstået under tyrkisk herredømme.

- Østlige hamshin (Hamshetsi) eller Hopa Hemşin er også sunnier, og de bor først og fremmest i Artvinprovinsen. De udgør flertallet af befolkningen i og omkring byen Kemalpaşa (Makriali) i Hopaområdet og ligeledes i landsbyen Muratlı (Berlivan) i Borçkaområdet. Denne gruppe var engang meget talrig i Adjaraområdet i Georgien, men blev deporteret til Kasakhstan og Kirgisistan. En stor del af de deporterede er flyttet til Krasnodar kraj efter 1989 sammen med Meskheterne. Den østlige gruppe taler en gammel dialekt af armensk, der benævnes homshetsi eller homshetsi lizu ("hamshinsproget"). Denne gruppe af hamshin siges at have været de sidste, der konverterede som samlet gruppe til islam (sandsynligvis sent i det 19. århundrede).

- Nordlige hamshin (Hamshentsi) er efterkommere af ikke-konverterede hamshin, der flygtede ud af hamshinområdet efter massekonverteringerne og slog sig ned i andre regioner som f.eks. Samsun, Ordu, Giresun og Trabzon (især i Karaderedalen øst for selve byen Trabzon). De fleste af disse hamshin lever i dag i Abkhasien og i Krasnodar kraj, flest i Sochiområdet og Adygeya. Selv om de er kristne og tilhører den armenske kirke, har de beholdt deres identitet og kultur som hamshin. De taler ligesom den østlige gruppe homshetsi sproget (selv om de foretrækker at kalde det häyren, der betyder armensk). Professor Bert Vaux omtaler denne dialekt som homshetsma.[4]

## Note
1. ↑  Simonian, Hovann (2007). The Hemshin: History, Society and Identity in the Highlands of Northeast Turkey (engelsk). Routledge. ISBN 978-1-135-79829-1.
2. ↑  "Sergey Vardanyan'la söyleşi" (tyrkisk). Biryaşam. Arkiveret fra originalen 27. september 2013.
3. ↑  Armeniapedia: Hamshen
4. ↑  Bert Vaux: Homshetsma. The language of the Armenians of Hamshen (Webside ikke længere tilgængelig). kapitel 10 (side 257-278) i Hovann H. Simonian (udg.): The Hemshin, 2006, ISBN 9780700706563